# Czerwonka (powiat olsztyński)
Czerwonka (niem. Rothfließ) – wieś w Polsce położona w województwie warmińsko-mazurskim, w powiecie olsztyńskim, w gminie Biskupiec.
Do 1954 roku siedziba gminy Czerwonka. W latach 1975–1998 miejscowość należała administracyjnie do województwa olsztyńskiego.
Czerwonka jest malowniczą wsią położoną w południowej Warmii oraz lokalnym węzłem kolejowym. Większość zabudowań leży w dolinie poprzecinanej licznymi pagórkami. Do wsi prowadzą aleje starodrzewów, które zasłaniają powojenne zabudowania – blokowiska, szpecące krajobraz. Wieś pierwotnie lokowana na planie owalnicy, obecnie zniekształconym przez współczesną, popegeerowską zabudowę. Miejscowość znajduje się na obszarze chronionego krajobrazu. Przez miejscowość przepływa rzeka Czerwonka (w innych źródłach wymieniana jest jako Czerwinka). Oś całej wsi stanowi droga Biskupiec-Bartoszyce, która krzyżuje się z rzeką w centralnym punkcie wsi, przy Wiejskim Domu Kultury.
We wsi działa piłkarski klub sportowy LZS Orzeł występujący obecnie w rozgrywkach warmińsko-mazurskiej klasy A..

## Historia
Wieś założona w lesie Laukmedien. Powstała na planie owalnicy, w 1365 jako majątek szlachecki na prawie chełmińskim. W dokumencie datowanym na 20 września 1365 r. biskup Jan Stryprock nadał swojemu dworzaninowi Tylowi 40 włók lasu, położonego między Biesowem a Kostrzewami.
W 1820 r. Czerwonka była wsią szlachecką, liczącą 218 mieszkańców. We wsi była karczma. W 1845 majątek ziemski rozparcelowano a wydzielone działki zasiedlono kolonistami z Niemiec (jedenaście rodzin, głównie rzemieślników z Hesji). Niektórzy z nowych osadników po pewnym czasie sprzedała swoje gospodarstwa i wróciła do Hesji. Pozostali rolnicy dorabiali usługami przewozowymi (furmanka) na trasie Biskupiec-Szczytno. W roku 1848 we wsi mieszkało 331 osób, natomiast ze spisu w roku 1939 wynikało, że mieszkało tu 983 osoby.
W początkach XIX wieku istniała tu polska szkoła, a nauka odbywała się i po polsku i po niemiecku. W roku 1827 uczyło się tu 55 dzieci. W 1853 r. do szkoły uczęszczały także dzieci z pobliskiego Droszewa, łącznie w szkole w tym czasie uczyło się 58 dzieci. Nauczycielem religii był w tym czasie Fryderyk Gajewski – uczył dzieci polskich i niemieckich pieśni kościelnych. Jeszcze przed 1870 r. szkoła została zlikwidowana, a dzieci uczęszczały do szkoły w Biesowie. Nie wiadomo kiedy została ponownie uruchomiona, bowiem z roku 1939 dokumenty wspominają ponownie o szkole w Czerwonce z czterema nauczycielami i 192 uczącymi się w niej uczniach (w tym czasie w szkole w Biesowie 77 dzieci i dwóch nauczycieli).
W roku 1890, w czasie wyborów do sejmu Rzeszy Niemieckiej, w Czerwonce oddano 60 głosów na Franciszka Szczepańskiego z Lamkowa, polskiego kandydata do tegoż sejmu. Dla porównania kandydat niemiecki w tej wsi otrzymał 27 głosów. W latach 1920–1939 we wsi działał mąż zaufania Związku Polaków w Niemczech.
W końcu XIX wieku powstał duży węzeł kolejowy.
W czasie I wojny światowej w rejonie Czerwonka – Zerbuń – Biesowo rozegrała się bitwa pomiędzy wojskami niemieckimi a rosyjskimi (25-26 sierpnia 1914).

## Zabytki i atrakcje turystyczne
- Kaplica św. Krzyża z 1920, zbudowana dla uczczenia poległych w czasie I wojny światowej mieszkańców wsiref>Kaplica pw. św. Krzyża w Czerwonce – Encyklopedia Warmii i Mazur [online], encyklopedia.warmia.mazury.pl [dostęp 2025-08-20].</ref>
- Ponad stuletni budynek dworca kolejowego
- Mały wiejski kościółek
- Kapliczki
- Przedwojenny budynek szkoły nr 6
- Skansen pszczeli, z rzeźbionymi ulami i zabytkowymi przedmiotami związanymi z pszczelarstwem, ekspozycja maszyn rolniczych oraz głaz z inskrypcją, który był dawniej nagrobkiem tatarskiego dostojnika[7]
- chałupy drewniane nr 11 i 14, pochodzące z XIX w. (wymieniane w opracowaniach z 1969 r.[8]). Chałupa nr 11 była na liście zabytków grupy IV, a nr 14 zaliczona do grupy III. Obie chałupy miały szczyty konstrukcji zrębowej na tak zwany "jaskółczy ogon". W tamtym czasie dachy były kryte strzechą.
- W pobliskim Zerbuniu znajduje się cmentarz wojenny z I wojny światowej z mogiłami żołnierzy niemieckich i rosyjskich.